# Model siemaszkowski
Model siemaszkowski – model organizacji ochrony zdrowia w państwie, charakteryzujący się scentralizowanymi organizacją i finansowaniem. Został wprowadzony po II wojnie światowej w części krajów postkomunistycznych. 
Zakłada on powszechny charakter służby zdrowia, zakup przez państwo na rzecz obywatela świadczeń zdrowotnych, finansowanie pracowników służby zdrowia jedynie ze środków publicznych, brak istnienia sektora prywatnego w ochronie zdrowia. Ważne jest to, że ochrona zdrowia w całości finansowa ze środków państwa; występuje przewaga lub wyłączność podmiotów publicznych. Formą finansowania są podatki albo obowiązkowe świadczenia. W efekcie poziom świadczonych usług spada, bo słaba jest pozycja zdrowia wśród priorytetów państwa. System ten może być często nadużywany (wykorzystywany) przez pracowników i powodować potencjalne kolejki lub korupcję. Szczególnie można to zaobserwować w krajach: Białoruś, Ukraina, Czarnogóra, Serbia.